# Menstrual Man
Pour plus de détails, voir Fiche technique et Distribution.
Menstrual Man est un film documentaire sorti en 2013 et réalisé par Amit Virmani.
Le film raconte l'histoire d'Arunachalam Muruganantham, un entrepreneur indien qui a inventé une machine destinée aux femmes pour produire des serviettes hygiéniques à faible coût. Le film est projeté en avant-première au Full Frame Documentary Film Festival et figure parmi les dix films préférés du public lors du festival Hot Docs et du festival international du film documentaire d'Amsterdam la même année,. Le film est également nommé dans la catégorie du meilleur long-métrage documentaire lors de l'Asia Pacific Screen Awards.

## Production
Virmani apprend l'existence de Muruganantham en décembre 2011 et trouve immédiatement que son histoire ressemble à celle d'un film de Bollywood. Il le contacte et commence le tournage de son film documentaire en janvier 2012, en accompagnant Muruganantham en Inde durant cinq mois. En juin 2012, Virmani et son coproducteur, Seah Kui Luan, obtiennent un soutien financier de la Media Development Authority pour tourner des reconstitutions d'événements antérieurs au tournage compléter l'étape de post-production et utiliser des séquences de films de Bollywood dans le film documentaire.

## Réception
John Lui de The Straits Times attribue 4,5 étoiles au film . Le chroniqueur Tom Roston (PBS POV) affirme que le film constitue sa plus belle découverte de 2013, et le festival Hot Docs décrit le film comme « une histoire attachante, drôle, déchirante » sur le pouvoir d'un homme . Cependant, il regrette le titre donné au film, estimant qu'il pouvait décourager le visionnage par une partie du public et ainsi diminuer le succès du film . Virmani défend sa décision, estimant que le fait d'avoir honte de parler de menstruations constituait une grande part du problème rencontré par les femmes des zones rurales de l'Inde concernant l'hygiène menstruelle.